# Paythorne
Paythorne est un village et une paroisse civile du Lancashire, en Angleterre.